# Me, Natalie
Me, Natalie es una película estadounidense de 1969 de género cómico-dramático dirigida por Fred Coe. El guion escrito por A. Martin Zweiback está basado en una historia original escrita por Stanley Shapiro. El reparto del filme incluye a Patty Duke, James Farentino, Salome Jens, Elsa Lanchester, Nancy Marchand y Martin Balsam. Este fue el debut cinematográfico de Al Pacino.

## Argumento
Desde su niñez, Natalie Miller, una adolescente de Brooklyn no muy agraciada, se ha considerado casera y nunca compartió la convicción de su madre de que crecería y sería atractiva. Su mejor amiga, Betty, es una rubia espléndida, lo que la deprime todavía más. Su padre, un farmacéutico que no comparte el optimismo de su esposa, soborna a un optometrista miope para que se case con ella, con la esperanza que sus problemas de visión le impidan notar que no es atractiva. Tras descubrir el plan de su padre, Natalie abandona su hogar y se traslada a Greenwich Village, donde le alquila un apartamento a la excéntrica señorita Dennison y se propone disfrutar de un estilo de vida bohemio.

## Reparto
- Patty Duke como Natalie Miller
- James Farentino como David Harris
- Salome Jens como Shirley Norton
- Elsa Lanchester como Miss Dennison
- Martin Balsam como el tío Harold
- Nancy Marchand como la señora Miller
- Philip Sterling como el señor Miller
- Deborah Winters como Betty Simon
- Ron Hale como Stanley Dexter
- Bob Balaban como Morris
- Al Pacino como Tony
- Catherine Burns como Hester
- Ann Thomas como la señora Schroder
- Matthew Cowles como Harvey Belman
- Milt Kamen como cirujano plástico

## Crítica
En su reseña para The New York Times, Vincent Canby la consideró «un batiburrillo artificial de ocurrencias y sentimentalismo» y agregó: «Los escenarios y la pegajosa banda sonora de Henry Mancini y Rod McKuen son algunas cosas que impactan constantemente en Me, Natalie. Otra es la aparente indecisión de Coe acerca de si la película es un estudio de personajes o una comedia de gags. En general son solo gags, entregados de manera desabrida por la señorita Duke, quien resulta todavía menos efectiva cuando muestra pathos».
Roger Ebert del Chicago Sun-Times la encontró «tan convencional y cursi como Young at Heart recalentada. [...] una película agradable, muy graciosa por momentos [...] Patty Duke como Natalie aporta una maravillosa actuación».
TV Guide la consideró «un poco sosa» pero se refirió a la actuación de Duke como «una maravilla» y agregó: «Manejada como una actriz menor, los resultados pueden haber parecido estereotipados, pero Duke es convincente».

## Premios y candidaturas
- Globo de Oro a la mejor actriz - Comedia o musical (Patty Duke, ganadora)

- Grammy al mejor álbum de música para medio visual (candidata)

- Premio WGA al mejor drama escrito directamente para la pantalla (candidata)